# Чемпионат Европы по санному спорту 2015
46-й чемпионат Европы по санному спорту проходивший с 27 февраля по 1 марта 2015 года в российском городе Сочи, это первое соревнование по данному виду спорта, которое проводилось в этом городе, и второе, которое проводилось в России, до этого турнир проходил в подмосковном Парамоново в 2012 году. Соревнования проходили на олимпийской санно-бобслейной трассе «Санки».
Особенно упорной была борьба в заездах женских одиночек — Даяна Айтбергер по итогам двух заездов выиграла у Натали Гайзенбергер всего 0,01 сек.

## Результаты
| Дисциплина | Золото                                                                 | Серебро                                                                              | Бронза                                                             |
| Мужчины    | Семён Павличенко Россия                                                | Александр Перетягин Россия                                                           | Феликс Лох Германия                                                |
| Женщины    | Даяна Айтбергер Германия                                               | Натали Гайзенбергер Германия                                                         | Татьяна Иванова Россия                                             |
| Двойки     | Германия · Тобиас Вендль · Тобиас Арльт                                | Австрия · Петер Пенц · Георг Фишлер                                                  | Латвия · Андрис Шицс · Юрис Шицс                                   |
| Эстафета   | Германия · Даяна Айтбергер · Феликс Лох · Тобиас Вендль · Тобиас Арльт | Россия · Татьяна Иванова · Семён Павличенко · Александр Денисьев · Владислав Антонов | Латвия · Элиза Тирума · Инарс Кивлениекс · Андрис Шицс · Юрис Шицс |

## Медальный зачёт
| Место | Страна   | Золото | Серебро | Бронза | Всего |
| ----- | -------- | ------ | ------- | ------ | ----- |
| 1     | Германия | 3      | 1       | 1      | 5     |
| 2     | Россия   | 1      | 2       | 1      | 4     |
| 3     | Австрия  | 0      | 1       | 0      | 1     |
| 4     | Латвия   | 0      | 0       | 2      | 2     |
| Всего | Всего    | 4      | 4       | 4      | 12    |